# Macromitrium repandum
Macromitrium repandum là một loài Rêu trong họ Orthotrichaceae. Loài này được Müll. Hal. mô tả khoa học đầu tiên năm 1883.